# 大庭美夏
大庭 美夏（おおば みか、1969年8月1日 - ）は、日本女子プロ将棋協会（LPSA）所属の女流棋士。新団体（ = LPSA）の立ち上げに専念するとして、2006年12月に現役を引退。静岡県沼津市出身。千葉大学教育学部卒業。佐瀬勇次名誉九段門下。LPSA番号15（日本将棋連盟所属時の女流棋士番号は44）。

## 経歴
- 妹の大庭美樹、娘の礒谷真帆も女流棋士である。
- 中井広恵とは同い年で同門。小学生時代には林葉直子と3人で将棋イベントに出たりした[1]。
- 1984年の創設と同時に女流育成会に入会し、史上最長の14年間在籍した[2]。
- 育成会時代からNHK将棋講座に出演、塚田泰明、淡路仁茂、中原誠、浦野真彦らのアシスタントを務めた[3]。
- 育成会時代は先にプロになった妹・美樹と立場の違いや誤解などで仲は良くなかったが、プロ入り後は互いの立場や気持ちが分かるようになり、仲も良くなっていった[3]。
- 1998年4月、「2期連続の次点でかつ2期の通算成績が勝率 0.750以上である」ため、規定により理事会の承認で女流棋士2級に昇級[4]
  - 1997年4月-同年10月の女流育成会（平成9年度前期Aクラス）で次点の成績（11勝3敗）[5]
  - 1997年10月-1998年3月の女流育成会（平成9年度後期Aクラス）で 次点の成績（13勝3敗）[4]。
- 2006年12月、女流棋士新団体の事務局の仕事に専念するため、現役を8年で引退[6]。
- 2007年、日本女子プロ将棋協会（LPSA）に移籍。移籍後のLPSAでは2014年2月まで理事を務めた。

## 昇段履歴
- 1984年04月00日 - 女流育成会 入会
- 1998年04月01日 - 女流2級（育成会2期連続次点かつ2期通算勝率7割5分以上）[7]
- 2006年12月31日 - 引退 [6][8]
- 2007年04月01日 - 女流1級（女流棋士引退規定）[9]
- 2016年04月01日 - 女流初段（LPSA理事会審議）[10]

## 外部サイト
- 日本女子プロ将棋協会
- いっつ日記（ブログ）
- いっつ (@itsshogitime) - X（旧Twitter）
- いそたにおおば (@M3garden) - X（旧Twitter）